# Gerson Lehrman Group
A Gerson Lehrman Group é uma empresa estadunidense operadora de uma plataforma online que fornece serviços de consultoria para os seus clientes e especialistas nas mais variadas indústrias. A empresa foi fundada em 1998 e é detida pela firma de private equity Silver Lake Partners e Bessemer Venture Partners. A sede fica em Nova Iorque e a empresa tem 22 escritórios à volta do mundo, com operações regionais nas Américas, Europa, Ásia e Oriente Médio.Os seus clientes são essencialmente empresas de serviços financeiros (hedge funds, fundos de private equity, bancos de investimento), empresas de consultoria empresarial, corporações e organizações sem fins lucrativos.

## Origens
A Gerson Lehrman Group foi fundada por Thomas Lehrman e seu colega de pós-graduação na Yale Law School Mark Gerson, com quem havia trabalhado no hedge fund nova-iorquino Tiger Management Inicialmente financiada por um grupo de amigos e familiares, a empresa foi formada como uma editora que publicava estudos de mercado para investidores institucionais, um negócio que foi reformulado um ano mais tarde, quando decidiram oferecer um serviço para conectar os clientes com consultores independentes.

## Leitura recomendada
- "Linking expert mouths with eager ears", The Economist, June 16, 2011.
- "Hedge Funds Keep Watch on Washington" by David Bogoslaw, BusinessWeek, September 22, 2009
- "Hedge Funds Look to Policy Experts to Decode Washington" New York Times DealBook, September 23, 2009
- "Information Have and Have Nots" by L. Gordon Crovitz, The Wall Street Journal, September 22, 2008
- "Network of 200,000 experts provides IP evaluations" by Steve Lewis, Intellectual Property Marketing Advisor, November 4, 2008
- "Midnight Thoughts on Gerson and Credit Suisse" Integrity Research Associates, September 11, 2008
- "Credit Suisse analysts gain access to expert network" by Anette Jonsson, Finance Asia, September 16, 2008
- "Want Our Stock Researchers? Pay Up!" by Aaron Lucchetti, The Wall Street Journal, September 10, 2008
- "Integrity Publishes Comprehensive Report on Expert Networks" Integrity Research Associates, March 2, 2008